# Smashproof
Smashproof ist ein Hip-Hop-/R&B-Trio aus der neuseeländischen Großstadt Auckland. Deach, Tyree und Young Sid stammen aus dem Süden der früheren Stadt Manukau City, wo die Industriegebiete und die ärmeren Stadtviertel liegen und sich auch eine Hochburg des neuseeländischen Hip-Hops befindet.

## Bandgeschichte
Im Jahr 2005 machten die drei erstmals mit dem Song „Ride Til I Die“ auf sich aufmerksam, der erfolgreich in den Clubs lief. Danach folgten erst einmal Einzelprojekte.
Tyree brachte 2006 als erster ein Soloalbum mit dem Titel „Now or Never“ heraus, das gute Kritiken bekam und ihm die Auszeichnung als bester männlicher Künstler bei den Australasian Urban Music Awards 2007 im australischen Sydney einbrachte. Seine Single „Ladies and Gentlemen“ zusammen mit Deach und dem kanadischen Rapper Kardinal Offishall kam in den neuseeländischen Charts bis auf Platz 21.
Young Sid war mit seinem Debütalbum „The Truth“ 2007 erfolgreich und erreichte Platz 27 der Albumcharts. In der Kategorie Best Urban Release wurde es für eine NZ Music Award nominiert und als Best Urban Album wurde es mit einem Waiata Maori award ausgezeichnet.
Danach begann die Arbeit an dem ersten gemeinsamen Album „The Weekend“, das für 2009 vorgesehen war. Anfang des Jahres veröffentlichten sie vorab die Single „Brother“, eine Zusammenarbeit mit der Singer-Songwriterin Gin Wigmore. Das Lied arbeitete sich in den neuseeländischen Charts schnell nach oben und erreichte in der fünften Woche Platz eins. Ende April war das Lied zum zehnten Mal auf der Spitzenposition und führte damit länger die NZ-Charts an als jede andere Single eines einheimischen Interpreten zuvor. Insgesamt blieb „Brother“ elf Wochen an der Spitze und erreichte Doppelplatin-Status.
Auch das Album „The Weekend“ konnte sich gut gegen die internationale Konkurrenz behaupten und stieg Ende März auf Platz 3 der Albumcharts ein.

## Diskografie
Alben
- The Weekend (2009)
- Forever (2014)

Singles
- Brother (featuring Gin Wigmore, 2009)
- It’s Friday (2009)